# Gerhard Hochschild
Gerhard Paul Hochschild (Berlín, 29 de abril de 1915 – El Cerrito, California, 8 de julio de 2010) fue un matemático alemán nacionalizado estadounidense.
Trabajó en grupos algebraicos, Grupo de Lie, álgebra homológica y teoría de números algebraicos.
Hochschild escribió su tesis en 1941 en la Universidad de Princeton con Claude Chevalley sobre Álgebra Semisimple  y Derivaciones Generalizadas. Entre 1956 y 1957 trabajó en el Instituto de Estudios Avanzados. Fue profesor en la Universidad de Illinois y desde finales de la década de 1950 en la Universidad de California, Berkeley.
En 1945, Hochschild introdujo la Homología de Hochschild, una teoría de homología para álgebras asociativas. En 1952 Hochschild y Nakayama introdujeron la cohomología en la teoría de campos de clase. Junto con Bertram Kostant y Alex F. T. W. Rosenberg, trabajaron el teorema de Hochschild-Kostant-Rosenberg que lleva su nombre.
Entre sus estudiantes figuran Andrzej Białynicki-Birula y James Ax.
En 1955 recibió la beca Guggenheim. En 1979 fue elegido miembro de la Academia Nacional de Ciencias de Estados Unidos, En 1980 fue galardonado con el Premio Leroy P. Steele de la Asociación Matemática de América (MAA) .

## Publicaciones
- Hochschild, G. (1945), "En la cohomology de grupos de álgebra asociativa", Anales de Matemáticas, Segunda Serie, 46: 58@–67, doi:10.2307/1969145, ISSN 0003-486X, JSTOR 1969145, MR 0011076
- Hochschild, G.; Nakayama, Tadasi (1952), "Cohomologia en la teoría de campo de clase", Anales de Matemáticas, Segunda Serie, 55: 348–366, doi:10.2307/1969783, ISSN 0003-486X, JSTOR 1969783, MR 0047699
- Hochschild, G. (1965), La estructura de grupos de Lie, San Francisco, Calif.: Holden–Day Inc., MR 0207883
- Hochschild, G. (1971), Introducción a grupos algebraicos afines, San Francisco, Calif.: Holden–Day Inc., MR 0277535
- Hochschild, Gerhard Paul (1981), Teoría básica de Lie y grupos algebraicos de álgebras, Textos de Licenciado en Matemáticas, 75, Berlín, Nueva York: Salmer-Verlag, ISBN 978-0-387-90541-9, MR 0620024
- Hochschild, Gerhard Paul (1983), Perspectivas de matemática elemental, Berlín, Nueva York: Salmer-Verlag, ISBN 978-0-387-90848-9, MR 0710303